# Tilsiter Lichtspiele
Die Tilsiter Lichtspiele sind ein 1908 gegründetes Programmkino im Berliner Ortsteil Friedrichshain.
Das Kino verfügt über zwei kleine Kinosäle mit 66 und 26 Sitzplätzen sowie eine angeschlossene Kneipe, die neben dem regulären Kinobetrieb als Gaststätte zur Verfügung steht. Die Tilsiter Lichtspiele unterhalten eine eigene Mikrobrauerei, die Brauerei Zukunft, die sich am Veranstaltungsort Zukunft am Ostkreuz befindet. Das Bier wird auch hier in der Richard-Sorge-Straße ausgeschenkt.

## Geschichte
Die Tilsiter Lichtspiele wurden 1910 von P. Liersch in der damaligen Tilsiter Straße (1969 umbenannt in Richard-Sorge-Straße) in einem um die Jahrhundertwende erbauten Mietshaus in der Hausnummer 25a als Kinematographentheater eröffnet. Aus dem ehemaligen Straßennamen leitet sich der Name des Kinos ab.
Ein historisches Foto von 1938, das auch als Vorlage für die Gestaltung der Speisekarte in der Kinokneipe diente, zeigt die vor dem Kino posierende komplette Belegschaft des Kinos sowie die Außenwerbung für die gerade im Kino laufenden Filme Schüsse in Kabine 7 (Regie: Carl Boese, D 1938) und Großalarm (Regie: Georg Jacoby, D 1938). Eine der Personen auf dem Foto war die damalige Kassiererin, die im Jahr der Neueröffnung 1994 noch im Haus gegenüber wohnte. Dieses Foto diente auch als Cover für den lokal vertriebenen Friedrichshainer Geschichtskalender 2008 des Friedrichshainer Geschichtsverein Hans Kohlhase e. V.
1961 eröffnete unweit der Tilsiter Straße, in der Karl-Marx-Allee, das Kino Kosmos mit über 1000 Plätzen. Kurz vorher wurden die Tilsiter Lichtspiele geschlossen. 1994, fünf Jahre nach der politischen Wende, eröffneten drei Filmschaffende nach umfassender Sanierung, nach 33 Jahren Pause das Filmtheater von Neuem. Zuvor diente es drei Jahre als Filmatelier.
Laut Betreiber wurden die Kinomaschinen Anfang der 1960er Jahre abgebaut und von einem film- und kinobegeisterten sowjetischen Offizier bei seiner Rückkehr in die russische Exklave Kaliningrad mitgenommen, um damit in der Stadt Sowjetsk, dem früheren Tilsit (!), ein Kino aufzubauen.
Im Jahr 2008 feierte das Kino sein hundertjähriges Bestehen. Im September 2008 wurde öffentlich bekannt, dass aufgrund von erhöhten Mietforderungen der Weiterbetrieb der Tilsiter Lichtspiele gefährdet ist. Seitdem wurden aber keine weiteren Neuigkeiten dazu bekannt.
Am 1. März 2015 eröffneten die Betreiber einen zweiten Kinosaal mit 26 Sitzplätzen, der reguläre Kinobetrieb begann am 5. März 2015. Seit Mai 2017 wird der zweite Kinosaal als DokFilmKino ausschließlich mit Dokumentarfilmen bespielt.

## Programm

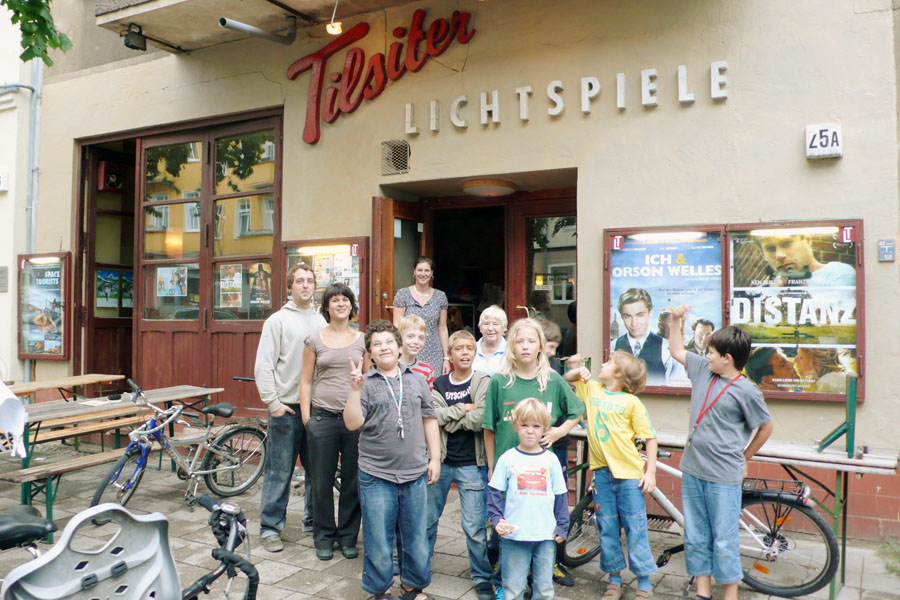
Kinderkino, 2010

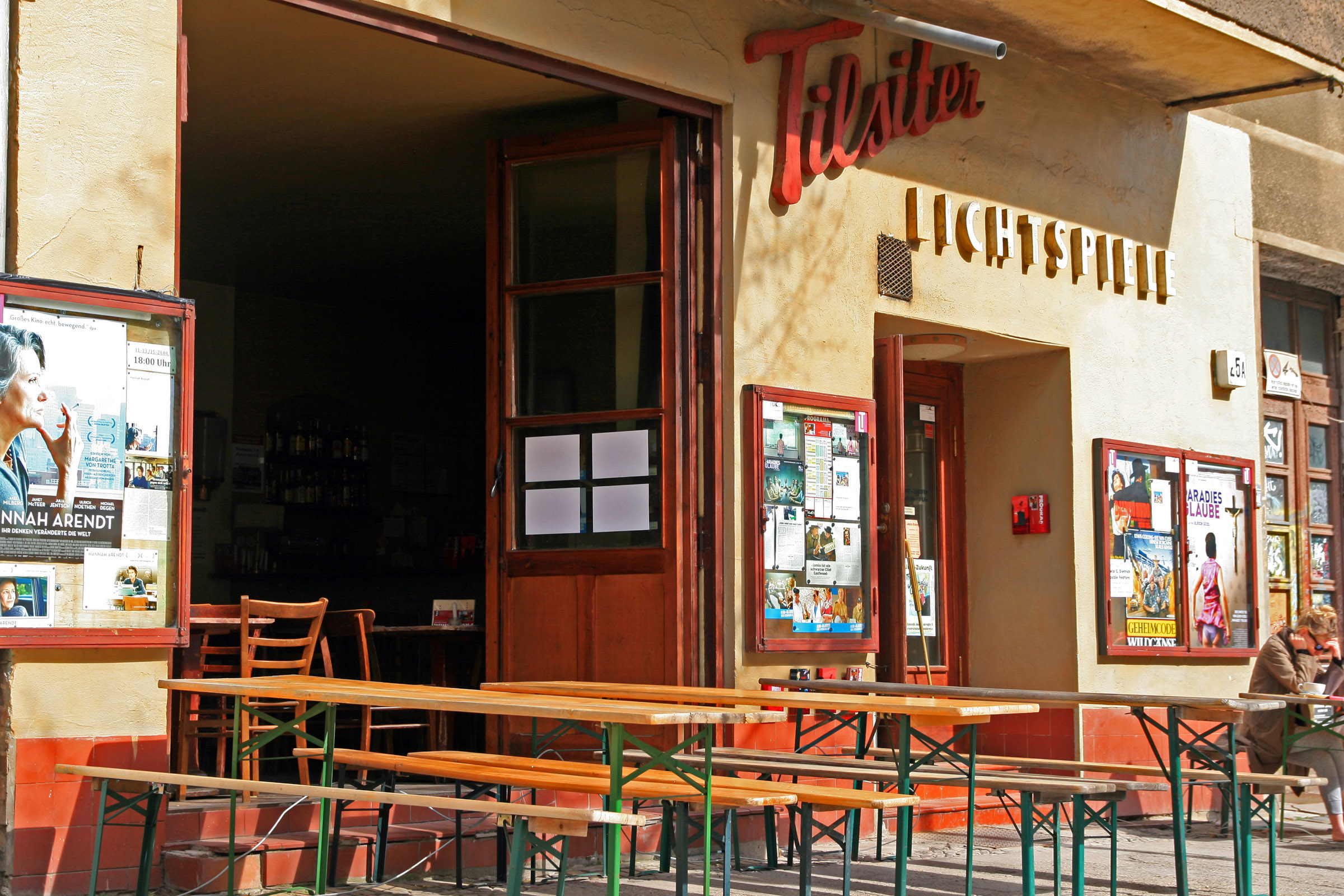
Tilsiter Lichtspiele, 2013

Wie für ein Programmkino typisch, gehören zum Filmprogramm der Tilsiter Lichtspiele aktuelle Arthouse-Filme und Dokumentarfilme aus Europa, Amerika und Asien sowie Filmklassiker aus jeder Epoche, zum Teil in Filmreihen. Schwerpunkte sind deutsche und Dokumentarfilme. Bevorzugt werden nichtdeutschsprachige Filme in originalsprachigen Fassungen gezeigt. Zum Programm gehören auch Retrospektiven, im Jahr 2008 beispielsweise über den Berliner Regisseur Lothar Lambert, den in Berlin lebenden österreichischen Underground-Filmemacher Carl Andersen und den deutschen Filmregisseur Roland Klick. Im Kino finden auch regelmäßig Sonderveranstaltungen und Vorabpremieren statt. Dazu gehören auch Filmkonzerte, bei denen Filme mit Livemusik begleitet werden.
Seit 2008 gibt es eine eigene experimentelle Film- und Musikreihe, die meistens einmal im Monat stattfindet: film in sounds wurde von dem Schweizer Komponisten und Musiker Antoine Chessex ins Leben gerufen, der für jede Ausgabe mit anderen Musikern zusammenarbeitete. Ende 2010 folgte ihm der schwedische Trompeter Christian Magnusson, der seitdem die Reihe betreut.
Während der 63. Internationalen Filmfestspiele Berlin 2013 waren die Tilsiter Lichtspiele erstmals Spielstätte für die Berlinale. Im Rahmen der Filmtournee Berlinale goes Kiez wurden die beiden deutschen Filme Ödland – Damit keiner das so mitbemerkt von Anne Kodura und Halbschatten von Nicolas Wackerbarth gezeigt.
Seit 2014 sind die Tilsiter Lichtspiele eine feste Spielstätte des jährlich im April stattfindenden Berliner Filmfestivals Achtung berlin – new berlin film award.
2018 war das Kino während der 68. Internationalen Filmfestspiele Berlin 2018 erneut Spielstätte im Rahmen von Berlinale Goes Kiez.
Nichtdeutschsprachige Filme werden meist in ihren Originalfassungen gezeigt.

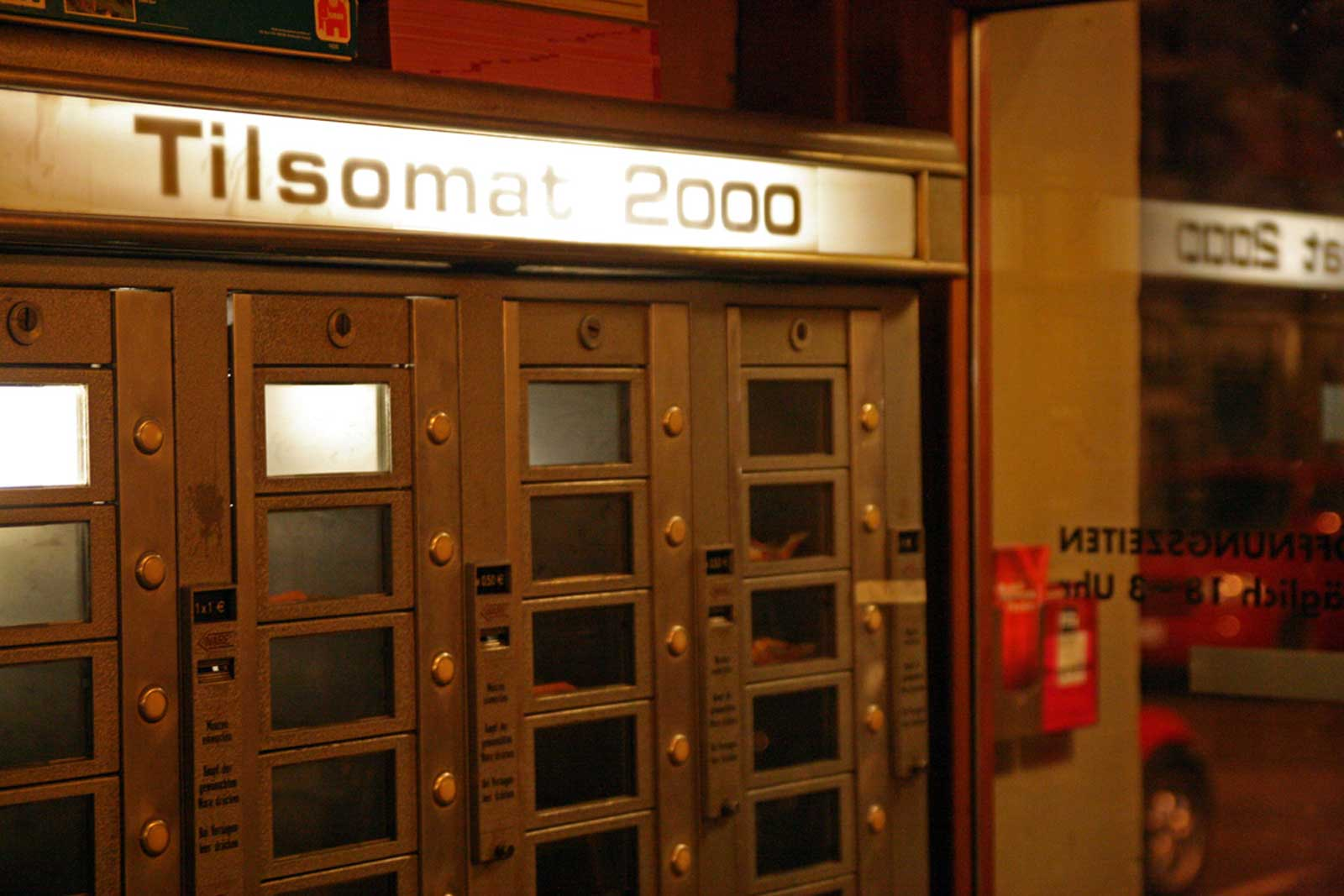
Tilsomat 2000 in der Kinokneipe

Die Betreiber fanden bei einer Auktion einen historischen Imbiss-Automaten, setzten ihn nach Überholung wieder in Gang, nannten ihn passend zum Kino Tilsomat 2000 und bieten den Gästen hier kleine Snacks an (siehe Foto).
Neben dem Kinoprogramm finden in den Tilsiter Lichtspielen auch regelmäßig Autorenlesungen, Konzerte und andere kulturelle Veranstaltungen statt. Dabei bildet die ostdeutsche Kultur einen besonderen Schwerpunkt, beispielsweise mit Lesungen zu Ehren von Wolfgang Hilbig oder Thomas Brasch, mit Schauspielern wie Jürgen Holtz und Inge Keller, und mit Künstlern wie Florian Havemann, Egon Günther, Thomas Günther oder Herwig Kipping. Einmal im Jahr findet in der Richard-Sorge-Straße ein Nachbarschafts-Straßenfest statt, an dem sich auch die Tilsiter Lichtspiele als Veranstaltungsort beteiligen.
Die täglichen Vorstellungen beginnen werktags um 16 Uhr, am Wochenende um 12 Uhr, durchschnittlich werden acht bis zwölf verschiedene Filme gezeigt. Die letzte Vorstellung findet gegen Mitternacht statt, damit sind die Tilsiter Lichtspiele eines der wenigen Kinos in Berlin, bei denen noch Filme um Mitternacht gezeigt werden. Das Programm wird monatlich gestaltet und sowohl im Internet als auch in einer Printausgabe veröffentlicht.

## Auszeichnungen
Für das Jahresprogramm 2008 erhielten das Betreiberkollektiv der Tilsiter Lichtspiele Preise bei der Verleihung des Kinoprogrammpreises Berlin-Brandenburg (Juni 2009) sowie bei der Verleihung des Kinoprogrammpreises des Bundesbeauftragten für Kultur und Medien (BKM) (September 2009).
In der Begründung für den Kinoprogrammpreis Berlin-Brandenburg heißt es: „Die Art, wie in den Tilsiter Lichtspielen Kino gemacht wird, ist ungewöhnlich. Das gilt für die Macher selbst, die unkonventionell als Kollektiv arbeiten, und noch viel mehr für ihr Programm: Arthaus-Filme, cineastische Kostbarkeiten und Kino-Raritäten – eine außergewöhnliche Mischung.“
Das Jahresprogramm 2009 wurde am 31. August 2010 bei der 12. Kinoprogrammpreisverleihung Berlin-Brandenburg mit einem Hauptpreis ausgezeichnet. Die Jury führte u. a. folgende Begründung an: „Respekt bei der recht radikalen Programmierung!“ Auch bei der Verleihung des Kinoprogrammpreises des BKM 2010 wurden die Tilsiter Lichtspiele ausgezeichnet.
Das Jahresprogramm 2010 erhielt bei der 13. Kinoprogrammpreisverleihung Berlin-Brandenburg 2011 einen der Hauptpreise. Aus der Begründung der Jury: „Etabliert als Kiezkino, das eher nachspielt, als dass es Erstaufführungen bekommt. Immerhin 8 im Jahre 2010, meistens die kleinen profilierten. Das hat wieder zu mehr Besuchern als im Vorjahr geführt. So kann es weitergehen. Aber das Kollektiv der Tilsiter Lichtspiele hat noch mehr und größeres am Ostkreuz vor. Wir lassen uns gerne überraschen.“
Seitdem wurden die Tilsiter Lichtspiele jedes Jahr ohne Unterbrechung vom Medienboard Berlin-Brandenburg und vom BKM für ihr Kinoprogramm mit Preisen ausgezeichnet (Stand: 2020).

## Filmproduktion
Zwischen 1991 und 1999 wurden von den Betreibern des Kinos zahlreiche Kurzfilme und mehrere lange Spielfilme auf Beta-SP produziert, unter anderem Die Wahrheit über die Stasi (1992/2008) und Lethe 2014 (1996). Der Mitbetreiber Eckard Stüwe war an der Produktion des Spielfilms Lunik (2007) beteiligt.

## Kino-Troika Friedrichshain
Im Jahr 2011 eröffneten einige Mitarbeiter der Tilsiter Lichtspiele mit einem vergrößerten Kollektiv das Zukunft am Ostkreuz südlich vom Bahnhof Berlin Ostkreuz. Als erstes wurde dort im August 2011 das Freiluftkino Pompeji etabliert. Am 6. Januar 2012 wurde im benachbarten Gebäude der erste Saal des Kino Zukunft in Betrieb genommen, am 23. Februar 2012 folgte der zweite Saal. Somit verfügt das Kollektiv über vier Kinoleinwände sowie eine Open-Air-Leinwand. Deshalb wurde 2012 die Kino-Troika gegründet, ein ideeller Überbau für das Programm der drei Kinos und seine Verbreitung. Für das Logo wurde die zur Troika gestutzte Quadriga des Brandenburger Tores verwendet. Für die Besucher aller drei Kinos gibt es die Troika-Karte, eine Stempelkarte, die bei jeder 7. Kinovorstellung freien Eintritt ermöglicht.